# Красная книга (Юнг)
«Красная книга», или Liber Novus (лат. «новая книга») — манускрипт психолога и философа Карла Густава Юнга, созданный им в период между 1914 и 1930 годами и насчитывающий 205 страниц, некоторые из которых иллюстрированы автором.
К работе над «Красной книгой» Юнг приступил после разрыва с Фрейдом, произошедшего в 1913 году. Отдельные тезисы были опубликованы в 1916 году под названием «Семь проповедей мертвым» и приписаны перу древнего гностика Василида.
Рукописная «Красная книга» представляет собой фолиант в сафьяновом переплете, напоминающий по форме средневековые рукописи; и шрифт, и язык стилизованы в нём под готику. Её непосредственным предшественником была «Чёрная книга» — томик в чёрном кожаном переплете.
Родственники и потомки Юнга долгие годы препятствовали публикации этого важного для истории психологии документа: лишь в 2001 году к манускрипту были допущены исследователи, а широкая публика смогла познакомиться с книгой только после её публикации в 2009 году.

## История создания
Юнг сотрудничал с Фрейдом примерно в течение 5 лет, начиная с 1907 года. Их отношения со временем приобрели характер вражды и закончились окончательным разрывом в 1913 году, когда Юнг в основном оставил профессиональную деятельность и сосредоточился на развитии собственных идей. Мнения биографов по поводу того, был ли это психологический срыв, расходятся. Энтони Сторр, опираясь на слова самого Юнга о том, что он был «охвачен психозом» в то время, заключил, что это действительно был психотический эпизод.
Сам Юнг говорил о том времени как о чём-то вроде эксперимента, намеренного столкновения с бессознательным. Биограф Барбара Ханна, близко знавшая Юнга, позднее сравнивала этот его опыт со встречей Менелая с Протеем (сюжет из Одиссеи). Юнг, по её словам, «взял за правило не давать появившимся образам покидать его, пока они не давали ему объяснения, зачем они ему явились».
Записи моих тогдашних фантазий я назвал «Черной книгой», которую позже переименовал в «Красную книгу» и сопроводил её рисунками. В неё вошла большая часть моих рисунков с изображением мандалы. В «Красной книге» я попытался облечь мои фантазии в определённую эстетическую форму, но до конца эту работу не довел. Я понял, что не нахожу пока нужных слов и должен выразить это как-то иначе. Поэтому в какой-то момент мне пришлось отказаться от эстетизации, обратившись лишь к смыслу. Я видел, что фантазиям требуется некоторое твердое основание, что мне самому необходимо спуститься на землю — вернуться в реальный мир. Но обрести основание в реальном мире я мог, только научно осмыслив его. Я поставил перед собой цель осмыслить данный мне бессознательным материал. И отныне это стало смыслом всей моей жизни. Некоторую эстетизацию в «Красной книге» я допускал ещё и потому, что бесконечная череда бессознательных видений и образов ужасно раздражала меня, — мне нужно было снять некоторые моральные установки. Все это существенно отразилось на моем образе жизни. Именно тогда я понял, что ничто так не влияет на нашу жизнь, как язык: ущербный язык делает ущербной и жизнь. Дав такое объяснение угнетавшим меня бессознательным фантазиям, я освободился от них, решая одновременно две проблемы — интеллектуальную и моральную.

## Содержание
Книга была названа Юнгом «Новой». Рукопись размера инфолио, 11,57 дюйма (29 см) на 15,35 дюйма (39 см), была переплетена в красную кожу и в основном упоминается как «Красная книга» Юнга. Внутри 205 страниц текста и иллюстраций, все они написаны от руки: 53 содержат только изображения, 71 содержат и текст, и иллюстрации и 81 состоят полностью из каллиграфического текста. Юнг начал работать над книгой в 1913 году, сначала в маленьких чёрных дневниках, во время трудного периода «творческой болезни» или конфронтации с бессознательным. Книга предназначалась для самых личных материалов. За 16 лет работы над книгой Юнг развил теории архетипов, коллективного бессознательного, и индивидуации.
«Красная книга» была продуктом техники активного воображения, разработанной Юнгом. По описанию Юнга, он был посещён двумя образами: стариком и юной девушкой, которые отзывались о себе как Илия и Саломея. Вместе с ними был большой чёрный удав. Со временем Илия превратился в дух-проводник, который Юнг называл «Филемон». Саломея была идентифицирована Юнгом как образ анима и анимус. Образы, согласно Юнгу, «принесли мне понимание, что в психологии есть вещи, которые я не создаю, но которые производят сами себя и имеют собственную маленькую жизнь».
Филемон представлял озарение и общался через мифические образы. Было непохоже, что образы приходили из личного опыта Юнга, и Юнг толковал их как продукт коллективного бессознательного.